# Józef Steinhof
Józef Steinhof (ur. 19 marca 1892 w Wojnarowej, zm. 20 maja 1943 w KL Auschwitz) – polski polityk, działacz ruchu ludowego, poseł w Sejmie II Rzeczypospolitej Polskiej.

## Życiorys
Jòzef Steinhof urodził się  w Wojnarowej (pow. grybowski) w zamożnej rodzinie chłopskiej, był synem Stanisława i Marii z Tomaszewskich.
Józef ukończył szkołę wydziałową i kontynuował naukę w C. K. Seminarium Nauczycielskim w Krośnie. Po śmierci ojca kiedy był na trzecim roku przerwał naukę i powrócił do Wojnarowej aby prowadzić gospodarstwo i pomagać matce w wychowaniu sióstr. W roku 1913 rozpoczął działałalność w PSL „Piast”, po odzyskaniu przez Polskę niepodległości  organizował struktury partii w powiecie grybowskim. W Wojnarowej był pisarzem gminnym i prezesem kółka rolniczego, z jego inicjatywy założono Ochotniczą Straż Pożarną. W Grybowie członkiem Rady Nadzorczej Kasy Zaliczkowej oraz Zarządu Spółdzielni Rolniczej “Orka”. W  1928 roku po rezygnacji  Jana Cielucha z funkcji prezesa Zarządu Powiatowego PSL „Piast” w Grybowie, Steinhof przejął po nim  funkcję prezesa. Sprzeciwiał się porozumieniu PSL “Piast” z PPS i postulował sojusz z Chrześcijańską Demokracją. Kandydował w Wybory parlamentarne w Polsce w 1930 roku ze wspólnej listy Centrolewu – Związku Obrony Prawa i Wolności Ludu (okręg nr 45)
wyborach do Sejmu RP w listopadzie 1930, bez powodzenia. Po zjednoczeniu ruchu ludowego w 1931 roku działał w Stronnictwie Ludowym i pomimo  likwidacji w grudniu 1931 roku powiatu grybowskiego udało mu się utrzymać samodzielny Zarząd SL w Grybowie. 
W  1932 roku Sąd Powiatowy w Nowym Sączu zezwolił na rewizję w jego domu, był  inwigilowany przez policję a  Sąd Grodzki zgodził się na kontrolowanie jego korespondencji.  23 czerwca tego samego roku Steinhof był współorganizatorem wiecu chłopskiego w Stróżach z udziałem Wincentego Witosa, doszło wtedy do starcia zgromadzonych z policją, a dwa dni później Steinhof został aresztowany i razem z innymi uczestnikami zajścia postawiony przed Sądem Okręgowym w Nowym Sączu i skazano go na dwa lata więzienia w zawieszeniu. Steinhof wszedł do sejmu w 26 stycznia 1934 roku, zajął miejsce  Adama Ciołkosza który został pozbawiony mandatu poselskiego. Steinhof był posłem Sejmu III kadencji do rozwiązania parlamentu 10 lipca 1935.
Z przebywającym na emigracji w Czechosłowacji Witosem utrzymywał kontakt a  17 października 1934 roku przekroczył nielegalnie granicę, aby stawić się na jego wezwanie w Czadcy.
W latach 1935–1938 zasiadał w Radzie Naczelnej Stronnictwa Ludowego, w latach 1935–1939 w Zarządzie i Radzie Naczelnej Okręgu SL w Krakowie. Wykazywał zdecydowane nastawienie antykomunistyczne: na jego wniosek na zjeździe SL w Wojnarowej  23 stycznia 1937 roku usunięto ze stronnictwa braci, Alojzego Wiatra i Ludwika Wiatra oraz Władysława Wojtarowicza za działalność komunizującą. W sierpniu 1937 współorganizował w Grybowskiem strajk chłopski na żądanie Witosa pomimo że nie był zwolennikiem radykalnych wystąpień antyrządowych.  W  roku 1938 został wybrany do Sądu Partyjnego Okręgu SL na Małopolskę i Śląsk.
Podczas okupacji niemieckiej od  1940 działał w organizacji konspiracyjnej Stronnictwo Ludowe „Roch”. 18 lipca 1942 został aresztowany  i przesłuchiwany przez Gestapo w Nowym Sączu i Tarnowie. 3 grudnia został wywieziony do obozu koncentracyjnego Auschwitz-Birkenau (nr obozowy 79606), gdzie zmarł 20 maja 1943 roku.